# DENIS J1441.6-0945
 (mai 2023).
Améliorez-le ou discutez des points à vérifier. 
Désignations
DENIS J1441.6-0945, aussi connu sous le nom de MEL 8 est un système de naines brunes. Il se situe dans la constellation de la Balance à 103,07 années-lumière de la Terre,. Ce système possède une naine brune, qui est le troisième objet stellaire défini comme objet libre de masse planétaire. Il a été découvert en 2008 par les astronomes Iain Neill Reid, Kelle Cruz, J. Davy Kirkpatrick, Peter R. Allen, F. Mungall, James Liebert, Patrick Lowrance et Anne Sweet grâce aux données enregistrées par le Deep Near Infrared Survey of the Southern Sky (DENIS) ainsi que celles du Two-Micron All Sky Survey (2MASS)[Information douteuse].

## Caractéristiques
Les objets sont des naines brunes de type spectral L1, la masse de la première se situe entre 0,07 et 0,08 masse solaire ; elle possède une température de surface d'environ 500 K et une température centrale de 700 K. Elle se déplace perpendiculairement par rapport au système solaire à 27,4 km/s. Sa taille tourne autour de 7 à 8 rayons joviens,,.